# 宁根福
宁根福（1950年9月—2022年6月25日），男，山东济宁人，中国杂技表演艺术家，一级演员，中国杂技家协会原副主席、顾问，广州军区战士杂技团团长，第十届全国政协委员。